# Счётный суд
Счётный суд — орган государственного финансового контроля, наделённый судебными полномочиями, в некоторых странах (Алжир, Бразилия, Кабо-Верде, Португалия, Румыния, Словения, Турция, Франция, и другие). В некоторых странах выступает как вспомогательный орган парламента. В Италии является вспомогательным органом правительства.
Является аналогом российской Счетной палаты как органа государственного контроля.

## Дальнейшее чтение
- Коллектив авторов. Право и суд в современном мире: Сборник статей и тезисов XIV Ежегодной конференции Российского государственного университета правосудия (г. Москва, 19-20 февраля 2015 г.). — Litres, 2019-04-23. — 1917 с. — ISBN 9785041681920.
- Борискова И. В. Судебная Система Франции // Территория Науки. — 2015. — Вып. 5. — С. 151–155. — ISSN 1991-9492.
- Степашин: Есть способ победить коррупцию. Российская газета. Дата обращения: 27 сентября 2019.